# Hersch Bad
Hersch Bad (ur. 1869, zm. 1942 we Lwowie), polski historyk filozofii narodowości żydowskiej.

## Życiorys
Pracował jako nauczyciel religii żydowskiej w jednym z lwowskich gimnazjów. Był jednym z najstarszych uczniów Kazimierza Twardowskiego. Od 1907 należał do Polskiego Towarzystwa Filozoficznego. Jego zainteresowania obejmowały głównie filozofię kantowską; podał w wątpliwość autentyczność niektórych publikacji przypisywanych Kantowi, a także krytykował ataki Schopenhauera na Kanta. 
Ogłosił m.in.: Czy Schopenhauer był filozofem? (Lwów 1909), O kwestię autentyczności deklaracji Kanta z dnia 29 maja 1801 pt. "Do publicznej wiadomości" ("Przegląd Filozoficzny", 1920), Teoria względności Wenzla Hofmann ("Przegląd Filozoficzny", 1927, zeszyt 4), O kwestię istnienia "teorii Kanta-Laplace'a" ("Przegląd Filozoficzny", 1928, zeszyt 1/2).
Zginął w czasie okupacji z rąk hitlerowców.